# Brunetia camarguensis
Brunetia camarguensis is een platworm (Platyhelminthes). De worm is tweeslachtig. De soort leeft in het zoute water.
Het geslacht Brunetia, waarin de platworm wordt geplaatst, wordt tot de familie Koinocystididae gerekend. De wetenschappelijke naam van de soort werd voor het eerst geldig gepubliceerd in 1965 door Brunet.